# Adorable
Adorable – angielski zespół grający shoegaze, założony w Coventry i działający w latach 1990-1994. W jego skład weszli Piotr Fijalkowski (śpiew i gitara), Robert Dillam (gitara), Stephen 'Wil' Williams (gitara basowa) oraz Kevin Gritton (perkusja).

## Historia
Zespół Adorable powstał we wrześniu 1990 roku. Wcześniej byli znani jako The Candy Thieves i ich jedynymi zarejestrowanymi nagraniami były wersja demo utworu „Homeboy” i piosenka „Underwater”. Singiel był wydany przez Trolley Records w 1990 roku. Wtedy gitarzysta Wayne Peters opuścił zespół z powodu braku sukcesu i został zastąpiony przez Roberta Dillama. Wtedy też grupa zmieniła swoją nazwę na Adorable. Ich pierwszy koncert odbył się w Coventry w 1991 roku. 

Zespół nagrał singiel „Sunshine Smile” („I'll Be Your Saint” oraz „Breathless” jako strona B), który miał zostać wydany przez wytwórnię Money To Burn. Uzyskał pozytywną recenzję w New Musical Express jednakże mimo to nigdy się nie ukazał. W roku 1992 grupa podpisała kontrakt z Creation Records i wyruszyła w trasę koncertową jako support Curve. W maju tego samego roku wydali swojego pierwszego singla, ponownie nagraną piosenkę „Sunshine Smile”. Utwór został ogłoszony przez NME Singlem Tygodnia i dotarł na szczyt listy UK Indie Chart. Następne single, „I'll Be Your Saint”, „Homeboy” i „Sistine Chapel Ceiling” dotarły do pierwszej piątki tej listy. Ich debiutancki album „Against Perfection” został wydany w 1993 roku i zajął 70. miejsce na UK Albums Chart. W celu jego promocji zespół koncertował w Wielkiej Brytanii, Stanach Zjednoczonych, Europie i Japonii. Drugi album zespołu, „Fake”, ukazał się rok później. Promujące go single „Kangaroo Court” i „Vendetta” pojawiły się w zestawieniu UK Indie Chart, jednakże płycie nie udało się dostać na listę najlepiej sprzedających się albumów. Zespół ogłosił rozwiązanie podczas koncertu w Brukseli pod koniec 1994 roku.

## Dyskografia
Albumy studyjne
- Against Perfection (Creation Records) - 1993
- Fake (Creation Records) - 1994

Komplikacje
- * Footnotes: Best of 92-94 (Cherry Red) - 2008

Single
- „Sunshine Smile” (Creation) - kwiecień 1992
- „I'll Be Your Saint” (Creation) - lipiec 1992
- „Homeboy” (Creation) - październik 1992
- „Sistine Chapel Ceiling” (Creation) - styczeń 1993
- „Favourite Fallen Idol” (Creation) - kwiecień 1993
- „Kangaroo Court” (Creation) - kwiecień 1994
- „Vendetta”  (Creation) - wrzesień 1994